# La Maison des morts
 (avril 2025).
Motif : ou sont les références secondaires centrées qui démontrent l'admissibilité ?
- Archive Wikiwix
- Bing
- Cairn
- DuckDuckGo
- E. Universalis
- Gallica
- Google
- G. Books
- G. News
- G. Scholar
- Persée
- Qwant
- (zh) Baidu
- (ru) Yandex
- (wd) trouver des œuvres sur Wikidata

| 1. | Préciser le motif de la pose du bandeau. | Précisez le motif de la pose du bandeau en utilisant la syntaxe suivante : {{admissibilité à vérifier\|date=mai 2025\|motif=remplacez ce texte par le motif}}                            |
| 2. | Informer les utilisateurs concernés.     | Pensez à avertir le créateur de l'article, par exemple, en insérant le code ci-dessous sur sa page de discussion : {{subst:avertissement admissibilité à vérifier\|La Maison des morts}} |

La Maison des morts (Welcome to Dead House) est un roman fantastique et horrifique américain pour la jeunesse de la collection de livres Chair de poule écrite par R. L. Stine.
Dans l'édition américaine, le livre est le premier de la série Goosebumps. Il est sorti en juillet 1992. Dans l'édition française de Bayard Poche, il est le sixième de la série Chair de poule et a été publié le 23 mars 1995. Il est traduit de l'américain par Marie-Hélène Delval.
Ce roman a, par la suite, été adapté à la télévision en un épisode en deux parties pour la série télévisée éponyme Chair de poule.

## Résumé
Jimmy, Anna et leurs parents viennent d’hériter d’une nouvelle maison. Mais Jimmy et Anna ne sont pas très enthousiastes à l’idée de quitter leurs amis. Et l’arrivée dans cette nouvelle maison n'enchante pas plus Anna, bien au contraire : des apparitions, des chuchotements… lui laissent vite la désagréable impression qu’elle et sa famille sont observées... Quant à la ville dans laquelle ils habitent, Tombstone, elle est étrangement sombre comme le laisse présager son nom sinistre. Les habitants de cette ville, sont à la fois accueillants et se comportent bizarrement. Et pourquoi Pat, leur chien, se met à aboyer constamment les habitants de la ville et les nouveaux camarades d’Anna et Jimmy ? Anna et Jimmy vont apprendre le lourd secret de leur nouvelle maison…

## Titre original
Le titre original du livre est: Welcome to Dead House, littéralement: Bienvenue dans la Maison des morts. Le titre français est donc une traduction raccourcie du titre original.

## Sous-titre
Le sous-titre français du livre est : Halte ! Habitants maléfiques !.

## Adaptation télévisée
Ce livre a bénéficié d'une adaptation télévisée dans la série télévisée Chair de poule.

## Numérotation et titre
L'épisode est composé de deux parties. Ce sont les épisodes 39 et 40 de la série et ils appartiennent à la deuxième saison (épisodes 19 et 20 de la saison).
Les titres originaux et français de l'épisode sont restés exactement les mêmes que ceux du livre.

## Différences roman/traduction/épisode
- Les noms des personnages sont modifiés dans la traduction française du roman. Anna et Jimmy s'appellent Amanda et Josh en Américain, de même pour Eric le veilleur dont le nom original est Ray. Ensuite, le nom original de Pat, le chien de la famille est Petey.
- Dans la version originale américaine du roman, le nom de la ville est Dark Falls (littéralement : « Les Chutes ténébreuses »). Dans la traduction française, le nom a été changé en Tombstone. L'adaptation télévisée conserve le nom original de la ville dans sa version originale, mais dans sa version française, curieusement, la ville est appelée La Vallée de l'ombre.
- À la fin du livre, les morts-vivants fondent lorsqu'un arbre qui faisait de l'ombre tombe. Dans l'épisode, les morts-vivants fondent quand Amanda/Anna et Josh/Jimmy arrachent des planches de bois qui recouvraient les deux fenêtres du grenier de leur maison.
- Ray/Eric, le veilleur, dans l'épisode, est éliminé en même temps que tous les autres morts-vivants lors de la lutte finale alors que dans le livre, il fond lorsque Josh/Jimmy pointe une lampe halogène sur lui.